# Rebel Galaxy
Rebel Galaxy é um jogo eletrônico para um jogador, indie e com temática espacial que foi desenvolvido utilizando a OGRE engine pela Double Damage Games (que até então era composta por duas pessoas). Foi publicado em outubro de 2015 para Microsoft Windows, com versões para as plataformas Steam e GOG e MacOS, sendo posteriormente lançado também para PlayStation 4 e Xbox One.
Possui uma temática espacial e é focado na exploração e no combate entre naves capitais, contendo também elementos de comércio. Sua temática pode ser descrita no que às vezes é chamado de "space western" (ou velho oeste espacial), que é um subgênero da ficção científica com elementos de velho oeste e se categoriza pelo elemento da exploração, locais com pouca lei ou presença de autoridades e personagens com o estereótipo do cowboy. Referências desse tipo de subgênero são Star Wars, Westworld, Cowboy Bebop, Firefly entre outros.

## Jogabilidade
Rebel Galaxy é um jogo de perspectiva em terceira pessoa, com jogabilidade semelhante à clássicos como Freelancer (jogo eletrônico), Wing Commander e Eve Online;
O jogador encarna um capitão que controla grandes naves capitais, do tamanho de destróieres, equipadas com poderosos armamentos de diversos tipos, capazes de destruir outras naves. O jogo tem bastante foco nos combates entre naves, que se dão em terceira pessoa em um posicionamento tático semelhante aos jogos de guerras navais.
O jogo permite uma customização limitada com relação aos tipos de armamentos que podem ser equipados nas naves. O jogador irá não só batalhar com outras naves, mas também interagir com piratas espaciais, outras facções, alienígenas, também poderá contratar mercenários, explorar anomalias do espaço profundo e minerar asteróides.

## Recepção
Embora tenha sido dito como um jogo simples e pouco inovador, Rebel Galaxy recebeu elogios em diversos pontos como a sua trilha sonora e quantidade de conteúdo e também obteve notas favoráveis no site agregador de reviews Metacritic deu 64/100 para a versão de Playstation 4 e 76/100 para a versão do Xbox One.

## Sequência
Em 2019 foi lançado na Epic Games Store a sequência intitulada Rebel Galaxy Outlaw.